# Active Body Control
Active Body Control (ABC, z ang. aktywna kontrola karoserii) – hydrauliczne zawieszenie w samochodzie, mające na celu aktywną kontrolę wychyłów nadwozia oraz możliwość uniesienia nadwozia. System ten stosowany jest w samochodach marki Mercedes-Benz.